# Roulette FM
Roulette FM (voorheen Roulette103) is een publieke lokale streekomroep voor de gemeente De Bilt. 

## Etherpiraat
De zender begon in de jaren 80 als commerciële etherpiraat vanuit Baarn. Op 7 december 1989 moesten de makers de uitzendingen staken. Dit vanwege een nieuwe wet van de toenmalige regering. 

## Lokale omroep
In 2003 keerde de radiozender terug op de radio, dit keer als streekomroep voor De Bilt, Bilthoven, Groenekan, Maartensdijk en Hollandsche Rading. De naam werd enkele jaren later aangepast naar Roulette FM. Het station is te ontvangen op 106.6FM in de driehoek Hilversum-Amersfoort-Utrecht, via DAB+ op kanaal 5A (zomer 2025) en wereldwijd via stream.roulettefm.nl (320kbps).  
Het format bestaat uit voornamelijk muziekprogramma's, met een mix van oldies, vergeten singles, echte classics en nieuwe muziek. Vooral in de avonduren en in het weekend zijn er gepresenteerde programma's te horen. Overdag wordt er non-stop muziek gedraaid aangevuld met NOS-nieuws, ANWB-verkeersinformatie en lokale informatie. In de avonduren ligt binnen het muziekformat de focus op regionale informatie op het gebied van cultuur, muziek, sport en nieuws. 

## Programma's
- Maandagaaf met Daaf met David Koster
- Ben & Bert met Ben Hessel en Bert Feijtes
- Lokaal Kabaal met Jordy van Angeren
- Blik op het Weekend met Ruben Kaaij
- The X Vibe met Jesse Sprikkelman en Ron Selles
- Opstaan met Jurriaan met Jurriaan Labes
- De 80's-Lunch met Tom van Helderen
- Muziektherapie met René van den Abeelen
- Flashback Radio Show met Marcel Hergaarden
- De Zondagochtendshow met Danny Stoelman
- The Chill Vibe met Jesse Sprikkelman en Ron Selles

## Trivia
- Sinds 1 maart 2013 wordt er ook televisie gemaakt. Dit onder de naam Regio TV De Bilt.
- Roulette FM werkt samen met de School voor Journalistiek/HU in Utrecht.
- Het station is een kweekvijver voor radiotalent. Zo stroomden onder anderen Ivo van Breukelen, Kirsten Klomp, Nadine Roos en Florentien van der Meulen vanuit Bilthoven door.
- Roulette FM werkt binnen Omroep ZOUT samen met Slotstad RTV en Regio90.